# 第9師管
第9師管（だいくしかん）は、1873年から1888年と、1896年から1940年にあった日本陸軍の管区で、当時全国に12から18置かれた師管の一つである。1873年から1885年までは大津を中心にした近畿地方の一部、1885年から1888年までは広島を中心に中国地方西部、どちらも鎮台制の師管。1896年からのは金沢を中心に北陸地方にあった師団制の師管で、地域と制度が異なる。1940年に金沢師管に改称した。

## 鎮台制の第9師管

### 近畿地方の北東部、歩兵第9連隊 (1873 - 1885)
全国に師管が配置されたのは、各地に鎮台が置かれてから2年後の1873年（明治6年）1月、鎮台条例改定による。第9師管は、第4軍管の下に置かれた3つの師管の一つとして設けられた。大津を営所として、その地名から大津師管とも呼ばれた。管内にはほかに、にも営所を設けた。管区の境界は条例で示されなかった。
- 第4軍管（1873年1月 - 1885年5月）
  - 第8師管（大阪師管）
  - 第9師管（大津師管）
  - 第10師管（姫路師管）

### 中国地方の西部、歩兵第9旅団 (1885 - 1888)
1885年（明治18年）5月の鎮台条例改定で、軍管・師管が全国的に変更された。大津に師管は置かれず、番号がずれて第9師管はそれまでの第11師管に相当する中国地方西部を占めるようになった。安芸国・備後国・備中国・出雲国・石見国・周防国・長門国・隠岐国で、現在の都道府県でいうと、広島県・山口県・島根県・岡山県西部にあたる。
第9師管の本営は広島で、分営は置かれなかった。歩兵第9旅団の歩兵第11連隊・歩兵第21連隊のほか、鎮台直下の騎兵第5連隊・砲兵第5連隊・工兵第5大隊・輜重兵第5大隊が、広島に配備された。属する軍管は、広島鎮台が管轄する第5軍管である
- 第5軍管（1885年5月 - 1888年4月13日）
  - 第9師管
  - 第10師管

### 第9師管の廃止
1888年、鎮台が廃止されて師団制が施行されることになり、明治21年勅令第32号（5月12日制定、14日公布）によって、陸軍管区表が定められた。これにより、陸軍の管区は軍管 - 師管の2階層から師管 - 旅管 -大隊区の3階層に変わった。地域区分では、従来の軍管が同じ番号の師管に引き継がれ、従来の師管は同じ番号の旅管に引き継がれた。こうして旧第9師管は新しい第9旅管に引き継がれたが、軍管は第7までしかなかったので、この改編で第9師管はなくなった。

## 師団制の第9師管

### 第9師団と第9師管
師団制の師管は、日中戦争がはじまる1937年まで、同じ番号の師団と密接に結びついていた。第9師団の兵士は第9師管に戸籍を持つ男子から徴集された。また、第9師管から徴兵された兵士は第9師団に入るのが原則であったが、様々に例外がある。まず、独自の師管を持たない近衛師団には、全国の師管から兵士を選抜して送られた。1915年に朝鮮に置かれた師団にも、全国の師管に兵士が割り当てられた。戦時には第9師団の損害を埋めるための補充兵を送り出したが、大きな戦争では新しい部隊を臨時編成したので、そうした新部隊に入る兵士が多くなった。
師管はまた、師団が地域防衛・治安維持に責任を負う範囲である。第9師管が置かれた1896年には、大軍が来襲して日本を征服するような事態は考えにくくなっており、国内の反乱の可能性もなくなっていた。

### 石川県・富山県・福井県の大部分・岐阜県・愛知県の一部分 (1897 - 1903)
1896年（明治29年）に陸軍は師団を6個増設して計13の師団・師管を作ることにした。増設師団の一つが第9師団で、金沢市に司令部を置いた。これにあわせ、明治29年勅令第24号（3月14日制定、16日公布、4月1日施行）陸軍管区表改定で、4月1日に第9師管が置かれることになった。範囲は石川県、富山県、岐阜県、福井県の大部分、愛知県の一部である。福井県の大部分とは、若狭3郡（三方郡・遠敷郡・大飯郡）を除いた旧越前国。愛知県の一部とは、その北西部、岐阜県との境にある西春日井郡・東春日井郡・丹羽郡・中島郡・葉栗郡である。これは、改定前の第3師管第4旅管の区域をそのまま引き継いだものである。
- 第9師管（1897年4月1日 - 1903年2月13日）
  - 金沢連隊区
  - 富山連隊区
  - 敦賀連隊区
  - 岐阜連隊区

### 石川県・富山県・福井県の大部分・岐阜県 (1903 - 1907)
1903年、明治36年勅令第13号（2月13日制定、14日公布）による陸軍管区表改定で、師管と連隊区の間に旅管が設置された。このとき愛知県部分を名古屋の第3師管に譲った。日露戦争時の管区である。
- 第9師管（1903年2月14日 - 1907年9月以降）
  - 第6旅管
    - 金沢連隊区
    - 富山連隊区

  - 第18旅管
    - 岐阜連隊区
    - 鯖江連隊区

### 石川県・富山県・福井県の大部分・岐阜県の一部 (1907 - 1925)
1907年にはさらに6個師団を増設することになり、明治40年軍令陸第3号（9月17日制定、18日公布、随時施行）が陸軍管区表が改定された。このとき岐阜県のうち旧美濃国にあたる大部分を第3師管に渡し、旧飛騨国にあたる3郡（吉城郡・大野郡・益田郡）を第9師管にとどめた。また、福井県の中では、従来から入っていなかった若狭3郡のほかに、敦賀郡を新設の第16師管に譲った。
- 第9師管（1907年9月以降 - 1924年5月6日）
  - 第6旅管
    - 金沢連隊区
    - 鯖江連隊区

  - 第31旅管
    - 高岡連隊区
    - 富山連隊区

1924年に、大正13年軍令陸第5号（5月5日制定、7日公布）で、旅管が廃止になった。区割りの変更はない。
- 第9師管（1924年5月7日 - 1925年4月30日）
  - 金沢連隊区
  - 鯖江連隊区
  - 高岡連隊区
  - 富山連隊区

### 石川県・富山県・福井県・岐阜県の一部・滋賀県の一部 (1925 - 1940)
1925年に、宇垣軍縮で陸軍の4個師団廃止が決まると、それにあわせて師管も4つ廃止されることになり、大正14年軍令陸第2号（4月6日制定、8日公布、5月1日施行）で陸軍管区表が改定された。これにより第9師管は福井県の全体を含むようになった。また、岐阜県では、従来からの飛騨地方のほかに、美濃西部の1市5郡（大垣市・安八郡・海津郡・揖斐郡・不破郡・養老郡）を組み入れた。そして第4師管に属した滋賀県の北部6郡（高島郡・伊香郡・犬上郡・愛知郡・東浅井郡・坂田郡）も範囲とした。この区割りは1940年に金沢師管に改称してからも変わらず、1941年の1県1連隊区制導入まで続いた。
- 第9師管（1925年5月1日 - 1940年7月31日）
  - 金沢連隊区
  - 富山連隊区
  - 敦賀連隊区
  - 鯖江連隊区

## 金沢師管・金沢師管区への改称 (1940, 1945)
1940年（昭和15年）8月に、第9師団を含む常設7個師団の衛戍地が満州に移転した。第9師団のあとを受けて師管を掌ることになったのは、新設の第52師団であった。これにあわせ、昭和20年軍令陸第20号（7月24日制定、26日公布、8月1日施行）の陸軍管区表改定によって、師管の名称に地名を付けることになり、第9師管は1940年8月1日に金沢師管と改称した。金沢師管は1945年に金沢師管区と改称し、同年8月の敗戦に至った。